# Сахарна Головка
Са́харна Голо́вка (або Пляу́-Тепє́, крим. Plău Tepe) — колишнє селище в Балаклавському районі міста Севастополя, зараз — частина міста.
З 7 вересня 2023 року місцевість передана до Бахчисарайського району Автономної Республіки Крим, однак, вона досі не має статусу окремого населеного пункту.
Розташоване в північно-західній частині району, на правому березі річки Чорної, за 24 км від центру міста, поруч з однойменною вершиною, висотою 169,4 м.
Площа — 124,4 гектари. Населення станом на 1998 рік — 3523 особи.
На території села знаходиться некрополь пізньоантичної культури першого I тис. н.е.

## Походження назви
Над селищем височіє гора характерної конічної (майже правильної) форми з округленою вершиною. З цим пов'язана кримськотатарська назва, яка зустрічається на картах краєзнавця Ігора Бєлянського, plău — плов; tepe — пагорб.
Російська назва також пов'язана з горою — у минулому такі форми надавали цукру, переливаючи його у вигляді великих голів (їх потім слід колоти особливими щипцями). У Криму відомо, як мінімум, п'ять вершин з такою назвою. Вважається, що вершину нарекла так сама Катерина II під час своєї кримської поїздки в 1787 році (імператриця була любителькою солодкого). Згодом найменування гори перейшло і на розташоване поруч селище. Але коли це сталося — невідомо. Історичних підтверджень легенда не має.

## Історія
15 червня 1929 року на засіданні бюро Севастопольського райкому ВКП(б) було прийнято рішення організувати трест по забезпеченню сільгосппродукцією жителів Севастополя і особового складу Чорноморського флоту. Саме ця дата вважається днем створення селища, що виросло у невеличке село. Тоді й було змінено назву на «Севастопольський». При цьому ніякого населеного пункту на останніх довоєнних картах на цьому місці ще немає. Вперше, селище і колгосп позначено на карті Генштабу СРСР 1985 року.
В роки німецько-радянської війни радгосп «Севастопольський» був основним постачальником овочевої і тваринницької продукції для населення обложеного міста і його околиць. За період оборони міста і його окупації в 1942-1944 роках радгосп був повністю зруйнований німецькою армією. Зі звільненням Криму в травні 1944 року і протягом наступних трьох років радгосп «Севастопольський» інтенсивно відновлювався і розширювався.
В 1954 році на території села було знайдено некрополь пізньоантичної культури першої половини I тис. н. е. Назва «Радгосп № 10» дано за назвою села, де велися розкопки. Пам'ятник досліджувався в 1954-1967 роках експедицією Херсонеського музею, яку в 1954-1966 роках очолював Стржелецький, а в 1967 році — Бабінов і Рижов. За цей час було відкрито майже 1000 поховальних споруд.
24 квітня 1957 року було приєднано Балаклавський район до міста Севастополя. Внаслідок адміністративно-територіальної реформи устрою УРСР, з 1957 року село не має статусу окремого населеного пункту в складі Балаклавського району Севастопольської міськради і стає частиною міста.